# 1517 în literatură
- 1516 în literatură — 1517 în literatură — 1518 în literatură

Anul 1517 în literatură a implicat o serie de evenimente semnificative.

## Eseuri
- Erasmus din Rotterdam - "Institutio principis christiani", ("Educația principilor creștini")
  - "Querela pacis", ("Plângerea păcii")
- J. Ferrault - Insigna peculiara
- Max Treitzauerwein - Theuerdank

## Decese
Format:1517